# Chungking Express
Chungking Express – hongkoński film z 1994 w reżyserii Wong Kar-Waia.